# Maegashira
Maegashira (前頭) est un rang dans la lutte sumo. C'est le dernier des cinq rangs de la première division, la makuuchi, les autres rangs étant surnommés san'yaku.

## Classement interne
Les maegashira sont classés du rang de maegashira 1 à un rang quelconque en fonction du nombre de lutteurs (généralement maegashira 15, 16 ou 17) car bien que le nombre de lutteurs en makuuchi soit fixé (42 depuis 2004), le nombre de lutteurs san'yaku ne l'est pas. À chaque rang correspondent deux lutteurs, classés dans l'ordre à l'est et à l'ouest.
Le mouvement dans les rangs maegashira peut-être minime ou énorme, car il dépend du résultat des 15 combats du lutteur lors du tournoi précédent. Ainsi, un maegashira 3 réalisant un 8-7 sera maegashira 1 ou 2 lors du tournoi suivant alors qu'un maegashira 14 remportant le yūshō (tournoi) peut directement être promu en san'yaku comme le fut Takatoriki (Futagayama-beya) en mars 2000 qui remporta le tournoi avec un score de 13-2.

## Termes spécifiques à la catégorie
- Battre un yokozuna (le lutteur le plus haut gradé) est appelé kinboshi (金星?, litt. « étoile d'or »). Le maegashira est rémunéré pour cette victoire pour le reste de sa carrière.
- Une victoire sur un ōzeki est appelée ginboshi (銀星?, litt. « étoile d'argent »).
- Un shiroboshi (白星?, litt. « étoile blanche ») est synonyme d'une simple victoire.
- Un kuroboshi (黒星?, litt. « étoile noire ») est synonyme d'une défaite du lutteur.